# The Great Bear

The Great Bear (littéralement La Grande Ourse) est une lithographie de 1992 de Simon Patterson.  

## Description
The Great Bear est une lithographie offset en quatre couleurs montée dans un cadre en aluminium anodisé utilisé par le London Regional Transport (en) qui a aussi autorisé l'artiste d'inclure sur son œuvre son sigle sous copyright.
L'œuvre est éditée à cinquante exemplaires avec en outre un petit nombre supplémentaire d'épreuves d'artiste.  
À première vue, l'œuvre ressemble à la carte du métro de Londres de Harry Beck, mais Patterson utilise chaque ligne pour représenter des groupes — principalement composés de personnes —, notamment des scientifiques, des sinologues, des saints, des philosophes, des acteurs de cinéma et des comédiens, des explorateurs, des planètes, des journalistes, des musiciens, des artistes italiens et des footballeurs. Il y a aussi une série intitulée « Louis » composée de rois de France. Il y a quelques intrus dans certaines séries, comme des « Henry » dans celle des « Louis », des politiciens parmi la ligne représentant les journalistes, des peintres dans celle des musiciens.

## Dans les collections muséales
Une copie de The Great Bear se trouve dans les collections de la Tate Gallery.

## Commentaires critiques
Ian Russell, écrit dans Images, representations and heritage: moving beyond modern approaches to archaeology en 2006, que « la carte du tube déforme et masque les réalités ».  
L'historien social Joe Moran (en) écrit dans son ouvrage de 2005 Reading the Everyday que « la carte du tube est devenue sa propre réalité, entièrement abstraite du travail qu'elle représente ostensiblement ».  
David Pike, auteur de « Modernist Space and the Transformation of Underground London », exprime sa conviction que Patterson « a découvert les rêves du modernisme dans le monde des années 1990 de la même manière qu'il a trouvé les rêves du présent cachés dans l'espace moderniste de la carte souterraine de Harry Beck », comparant le travail à l'écriture de Iain Sinclair et à l'œuvre de Mark Dion.